# Crónica de familia
Crónica de familia es una película mexicana del director Diego López Rivera, fue grabada durante 1985 y estrenada el 11 de diciembre de 1986. El filme fue nominado para seis arieles, de los cuales ganó dos: Mejor Fotografía y Guion Cinematográfico.

## Sinopsis
Una pareja de jóvenes enamorados, María y Esteban, anhelan realizar un viaje por Europa, pero su falta de dinero los lleva a planear un robo al padre de la novia. Una noche Esteban entra a la casa de su enamorada cubierto con un pasamontañas, con el fin de robar una caja fuerte, pero el hermano de María lo encuentra y lo asesina con un disparo. La familia, al percatarse de lo sucedido, decide usar sus influencias para que el crimen no trascienda. Poco después María les confiesa que el muerto era su novio, y que ella está embarazada. La familia decide que el hijo de María adoptará el apellido familiar y será criado como un hijo más.
Dentro de la caja fuerte de los padres de María se encontraban documentos que probaban la participación del padre de Esteban en el asesinato de un líder de colonos, lo que genera aún más tensión entre las familias.

## Recepción
El filme fue elogiado casi de manera general por la crítica cinematográfico nacional, pues reflejaba los vicios de una sociedad que difícilmente era reflejada en los medios de comunicación. "Aquí no hay nada al azar, o fantástico. Es producto de una realidad: la pequeña burguesía mexicana, corrupta y falta de valores. Asunto bien estructurado, además de contar con un excelente cuadro de actores que respondieron a las exigencias de sus personajes".
El crítico de cine Jorge Ayala Blanco dijo al respecto del filme: "Creando y comprimiendo espacios con una suntuosa grandiosidad... La sensitiva firmeza de Diego López y su camarógrafo Arturo de la Rosa, no juzga, va a la conquista gestual precisa del signo secreto del revelador ademán accidental, en cada uno de esos personajes prisioneros de sus intereses dentro de la política familiar, formas de vida y reducciones eminentes de sus valores de clase".

## Reparto
| Actor                | Personaje               |
| -------------------- | ----------------------- |
| Ernesto Gómez Cruz   | José Ramón Urquiza      |
| Fernando Balzaretti  | Fernando Iturbide       |
| Claudia Ramírez      | María Iturbide          |
| Alfonso André        | Esteban Urquiza         |
| Anna Silvetti        | Jennie Iturbide         |
| Martha Verduzco      | Elena de Urquiza        |
| César Adrian Sanchez | Alex Iturbide           |
| Patricio Castillo    | Bernardo Iturriaga      |
| Mónica Chirinos      | Cecilia, novia de Maria |
| Marcial Salinas      | Capitán Mercado         |
| María Luisa Coronel  | Juana, la nana          |